# Ideco NGFW
Ideco NGFW (до версии 16.0 —Ideco UTM ) — российское программное UTM-решение, предназначенное для защиты сетевого периметра, контроля и фильтрации Интернет-трафика в корпоративных и частных сетях. Сертифицирован ФСТЭК и ОАЦ.
Компания-разработчик — «Айдеко» основанной в 2005 году в Екатеринбурге.

## История
В 2005 году команда студентов и выпускников Уральского федерального университета создала биллинговую систему для университета под Linux, а затем коммерческий продукт на ее основе — Ideco ICS (Internet Control Server) 2.5. Помимо программного продукта было выпущено первое аппаратное решение — сервер с предустановленной системой Ideco ICS 2.5.
В 2011 году вышел Ideco ICS версии 3 и первым в истории получил сертификат ФСТЭК, как полный программный продукт, включающий в себя операционную систему.
В этом же году вышел Ideco ICS 4.0 — многофункциональный интернет-шлюз с DLP, который включал в себя почтовый сервер, Jabber-сервер и т. д.
В 2015 вышел релиз продукта Ideco Selecta — система высокоскоростной контентной фильтрации на новой платформе. В этом же году получен сертификат ФСТЭК по МЭЗ на Ideco ICS 6.
В 2017 году компания выпустила специальную редакцию Ideco SMB — бесплатная версия для среднего и малого бизнеса (до 40 пользователей).
В 2018 году появилось полноценное решение класса NGFW — Ideco UTM, которое включало в себя измененный модуль контент-фильтра, новый модуль фильтрации приложений на основе DPI.
В 2020 году вышла Ideco UTM 8.0, наиболее значимыми нововведениями в которой, являлись возможность маршрутизации по пользователям и группам, и общее ускорение обработки трафика.
В 2021 году вышла Ideco UTM 11.0, появилась поддержка кластера отказоустойчивости, отчётность IPS. Версия сертифицирована ФСТЭК.
В 2022 году выходит Ideco UTM 13.0, среди новых возможностей которой, является поддержка протокола динамической маршрутизации BGP, двухфакторная аутентификация, центральная консоль и улучшение функционала отчётностей.
В конце 2022 года вышла Ideco UTM 14.0, новые возможности включают в себя поддержку агрегирования каналов с помощью LACP, фильтрации трафика по GeoIP, документация по REST API, отчётность Web Application Firewall.
В августе 2023 года вышел релиз Ideco UTM 15.0. В него добавлены поддержка WCCP, расширенная база IPS от Лаборатории Касперского, интеграция с Samba DC (BaseALT) и ALD Pro, добавлена интеграция с сервисом "Мультифактор" для двухфакторной аутентификации.
В декабре 2023 года вышел релиз Ideco UTM 16.0. В новой версии добавлена поддержка Zone Based Firewall, интерфейсов GRE и IPsec VTI, защита веб-ресурсов от DoS атак, а также другие улучшения и исправления.
В мае 2024 года вышел релиз Ideco NGFW 17.0. Появилась поддержка GRE и GRE over IPsec туннелей, WPAD, ZTNA, RADIUS-аутентификация VPN пользователей, формат CEF для syslog, синхронизация сессий в кластере.
В ноябре 2024 года вышел релиз Ideco NGFW 18.0. Была добавлена поддержка фильтрации по флагам TCP и HTTP методам, появился морфологический анализ содержимого страниц, а также SPAN зеркалирование. Стало возможно использовать профили безопасности IPS, DPI и WAF.
В марте 2025 года вышел релиз Ideco NGFW 19.0. Была добавлена поддержка loopback-интерфейсов, netflow, SSL VPN и VPN с поддержкой ГОСТ шифрования по алгоритму ГОСТ Р 34.12-2015.

## Описание
Ideco UTM служит для распределения, учёта и контроля доступа в Интернет на предприятиях, в частных и провайдерских сетях. Ideco UTM основан на операционной системе Fedora. Установка может производиться как на отдельный сервер, так и на виртуальную машину. Управление интернет-шлюзом осуществляется через графический веб-интерфейс из-под любой распространенной операционной системы (Windows, Linux, Mac OS), а также через локальное меню в консоли. Может поставляться с коммерческими антивирусными продуктами, например, с антивирусом Касперского или ClamAV.
Включает в себя следующие модули:
- VPN-сервер[20] с возможностью использовать протоколы IKEv2/IPSec, SSTP, L2TP/IPSec, PPTP и Wireguard (с помощью Ideco VPN-агента);
- Межсетевой экран[20];
- Система авторизации пользователей[20] (в том числе с помощью Microsoft Active Directory, IP, MAC-адресов);
- Система предотвращения вторжений (IDS/IPS);
- Контент-фильтр[20];
- Контроль приложений[20] (DPI);
- Управление полосой пропускания;
- Кластеризация;
- Агрегирование каналов с помощью LACP;
- Антивирус[20] и антиспам для проверки почтового и веб трафика;
- DNS, DHCP-сервер, NTP, балансировка и резервирование каналов и другие вспомогательные службы;
- маршрутизация (включая маршрутизацию по источнику и динамическую маршрутизацию).
- WCCP - Web Cache Communication Protocol
- Zone Based Firewall

Входит в реестр МинЦифры.

## Сертификаты
- Сертификат ФСТЭК России № 4503[22][23], срок действия 28.12.2026. Соответствует требованиям документов: Требования доверия 4 уровня, Требования к МЭ, Профиль защиты МЭ(А четвертого класса защиты. ИТ.МЭ.А4.ПЗ), Профиль защиты МЭ(Б четвертого класса защиты. ИТ.МЭ.Б4.ПЗ), Требования к СОВ, Профили защиты СОВ (cети четвертого класса защиты. ИТ.СОВ.С4.ПЗ).

## Награды
- Премия BestSoft (журнал PC Magazine) — 2008, 2009, 2010, 2011, 2012, 2013.
- Продукт года 2010 в категории «Комплексные сетевые решения» выставки SofTool[24]
- Best Soft 2010 по версии русского издания журнала PC Magazine[25]
- Продукт года 2008 в категории «Системы сетевого управления» по версии русского издания журнала PC Magazine[26]
- Один из лучших программных продуктов 2009 по версии русского издания журнала PC Magazine[27]
- Компания Ideco признана лучшей ИБ компанией 2023 года по версии Национального Банковского Журнала[28]